# Żegocina
Żegocina (dawn. Rzegocina) – wieś w Polsce, położona w województwie małopolskim, w powiecie bocheńskim, w gminie Żegocina. Siedziba gminy Żegocina.
W latach 1973–1976 wieś była siedzibą gminy Trzciana-Żegocina. W latach 1975–1998 wieś administracyjnie należała do województwa tarnowskiego.

## Położenie i ukształtowanie terenu
Miejscowość znajduje się przy drodze wojewódzkiej nr 965 z Bochni do Limanowej, w odległości ok. 20 km od Bochni i 14 km od Limanowej. Położona jest na styku dwóch jednostek geograficznych: Beskidu Wyspowego i Pogórza Wiśnickiego. Ma charakter bardziej miejscowości górskiej – położona jest w ciasnej dolinie Potoku Saneckiego oraz na stromych zboczach najdalej na północ wysuniętych (w części zachodniej) wzniesień Beskidu Wyspowego: Łopusza Zachodniego (661 m n.p.m.) i góry Kamionna (801 m n.p.m.). Z przeciwnej strony ograniczona jest stromym i zalesionym wzniesieniem Żarnówki (449 m n.p.m.), należącej już do Pogórza Wiśnickiego.

## Integralne części wsi
| części wsi | Góry, Jacusiaki, Kępiaki, Kolonia, Kowalczyki, Nowa Wieś, Patrówka, Piechówka, Podlesie, Potoki, Żarnówka |

## Przyroda i turystyka
Żegocina znajduje się na Obszarze Chronionego Krajobrazu Pogórza Wiśnickiego. Jest miejscowością o dużych walorach krajobrazowych i przyrodniczych, dysponuje dobrą baza noclegową i infrastrukturą turystyczną. Noclegi i wyżywienie dla turystów i wczasowiczów zapewniają: restauracja, hotele oraz gospodarstwa agroturystyczne. Pokoje gościnne posiada także Centrum Kultury i Turystyki.
Szlaki turystyczne
 – z centrum Żegociny na szczyt Łopusze
 – z centrum Żegociny na szczyt Kamionna (801 m n.p.m.)
 – wznoszącymi się ponad Żegociną szczytami. Szlak ten prowadzi od Bochni przez Nowy Wiśnicz, rezerwat przyrody Kamień-Grzyb, Lipnicę Murowaną, Rajbrot, Rozdziele, górę Kamionną, Pasierbiecką Górę do Tymbarku. Na szczycie Kamionnej szlak przebiega obok rezerwatu przyrody Kamionna.
Atrakcje turystyczne
- Kamieniołom w Żegocinie – nieczynny kamieniołom, park geologiczny i pole biwakowe
- Źródło wody mineralnej „Zuber”

## Historia
Przypuszcza się, że osada zwana dziś Żegociną została założona przez Wierzbiętę jeszcze w czasach Bolesława Krzywoustego (I poł. XII wieku). Według Szczęsnego Morawskiego książę Bolesław Wstydliwy nadał rycerzowi Żegocie – herbu Topór osadę Villa Żegota. Pod koniec XIII w. właścicielem wsi był Zbigniew Żegota – dziedzic sąsiedniej Łąkty Starej, który w roku 1293 ufundował w Żegocinie kościół, co zapewne wiązało się z lokowaniem wsi na prawie niemieckim. Spadkobiercą Żegoty był Zawisza. Kolejnymi właścicielami wsi byli Otfinowscy. Około 1650 r. właścicielem wsi był członek wspólnoty braci polskich Jan Chłopicki, który miejscowy kościół od roku 1658 przemianował na zbór braci polskich. Potem Żegocinę i okoliczne wsie wykupili Lubomirscy z Wiśnicza i przekazali je w użytkowanie dzierżawcom. Po 1772 r. teren ten znalazł się pod zaborem austriackim. Rok 1846 przeszedł tu bez rozlewu krwi, choć dwory w Rozdzielu i Łąkcie Górnej zostały splądrowane.
Krwawe żniwo zebrała tu natomiast I wojna światowa, bowiem w grudniu 1914 r. rozegrała się w tych okolicach krwawa bitwa (operacja limanowsko–łapanowska) zakończona zwycięstwem wojsk austriacko-pruskich. Na terenie wsi znajdują się dwa cmentarze cmentarz wojenny nr 301 – Żegocina oraz cmentarz wojenny nr 302 – Żegocina będące skutkiem opisywanych powyżej walk.
Po odzyskaniu niepodległości Żegocina znalazła się w powiecie bocheńskim. Prężnie działał tu ruch ludowy. W latach 30. XX w. miejscowość stała się modną wsią letniskową. Do zbudowanego przez właściciela okolicznych lasów Samuela Rosenbluma domu letniskowego „Leśniczówka” przybywało wiele rodzin żydowskich.
5 września 1939 r. na teren gminy wkroczyły wojska niemieckie. Ludność przeciwstawiła się okupantowi walcząc w szeregach Batalionów Chłopskich i Armii Krajowej. Latem 1944 r. odbył się na żegocińskim cmentarzu manifestacyjny pogrzeb zestrzelonego nad Łąktą Górną lotnika RAF-u Stefana Bohanesa, który wracał do bazy znad powstańczej Warszawy. W styczniu 1945 r. Żegocina została zdobyta bez walki przez Armię Czerwoną. Po wojnie znalazła się w obrębie gminy Trzciana. W 1956 r. miejscowość stała się siedzibą Gromadzkiej Rady Narodowej, a w 1973 r. tu znalazła się siedziba władz gminy Trzciana – Żegocina przemianowanej następnie na gminę Żegocina.
Po II wojnie światowej przeprowadzono elektryfikację, utwardzono nawierzchnię dróg, wybudowano wiele obiektów użyteczności publicznej, w tym wodociąg i gazociąg, a później oczyszczalnię ścieków. W latach 70. XX w. gmina przeżywała boom gospodarczy i była jedyną w województwie gminą samowystarczalną finansowo. Była wyróżniona nagrodą „Gmina – Mistrz Gospodarności”. W 1993 r. utworzono tu Liceum Ogólnokształcące i Zasadniczą Szkołę Zawodową.
1 stycznia 1995 r. nastąpił podział gminy. Trzciana, Kamionna, Leszczyna, Rdzawa, Ujazd, Kierlikówka i Łąkta Dolna odłączyły się od Żegociny i utworzyły własną gminę, a siedzibą władz nowej gminy stała się Trzciana.

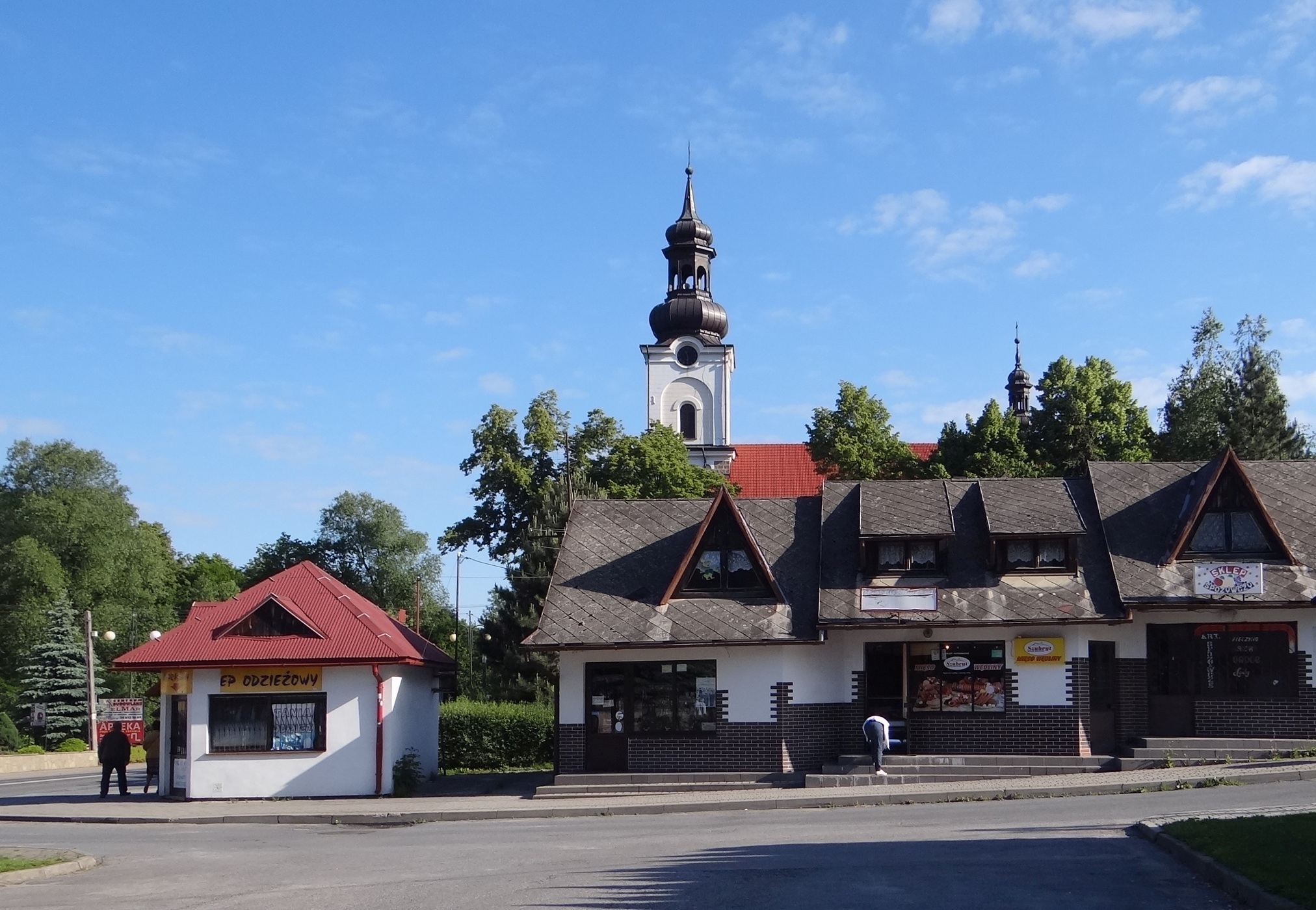
Centrum
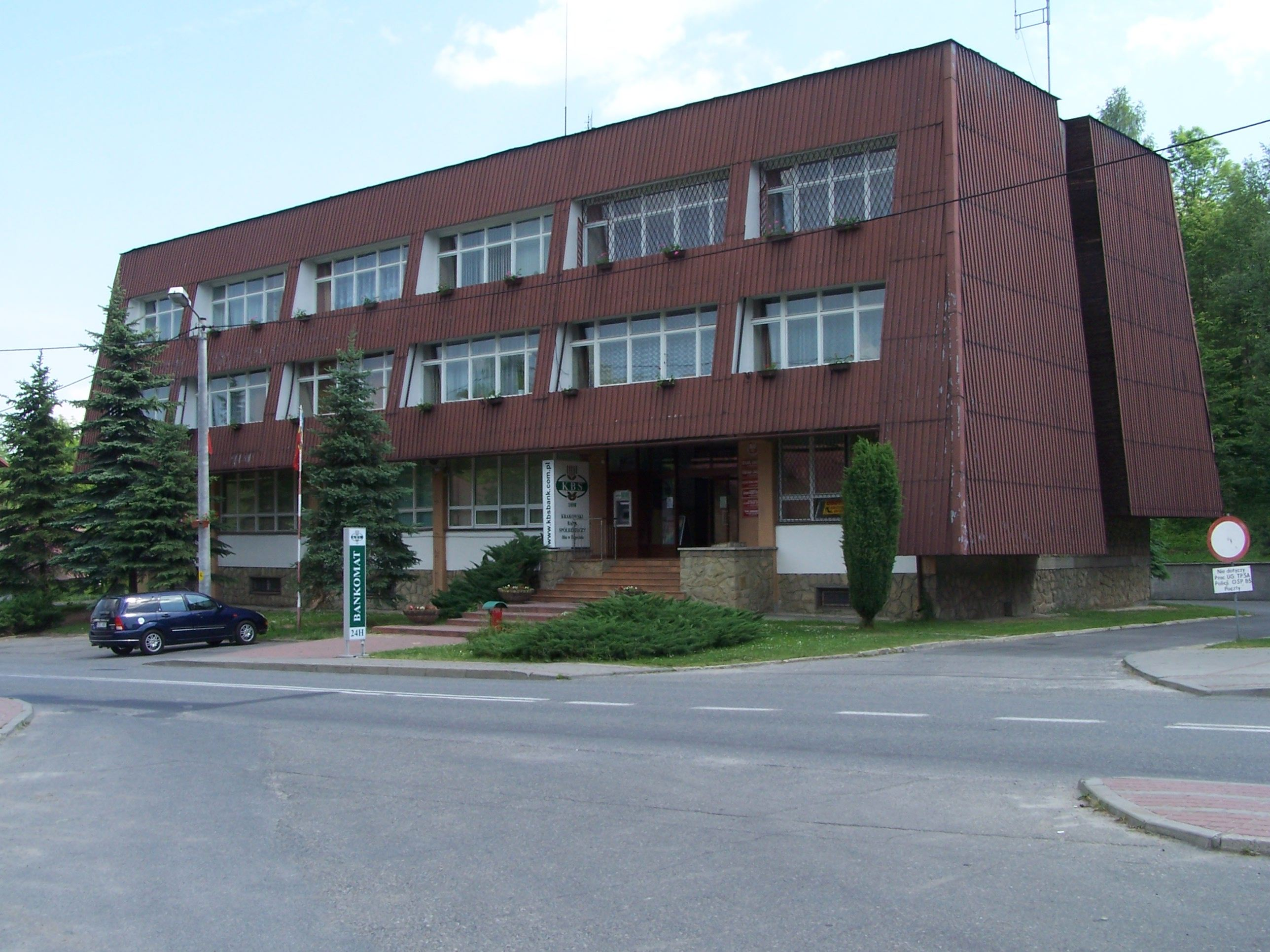
Budynek Urzędu Gminy
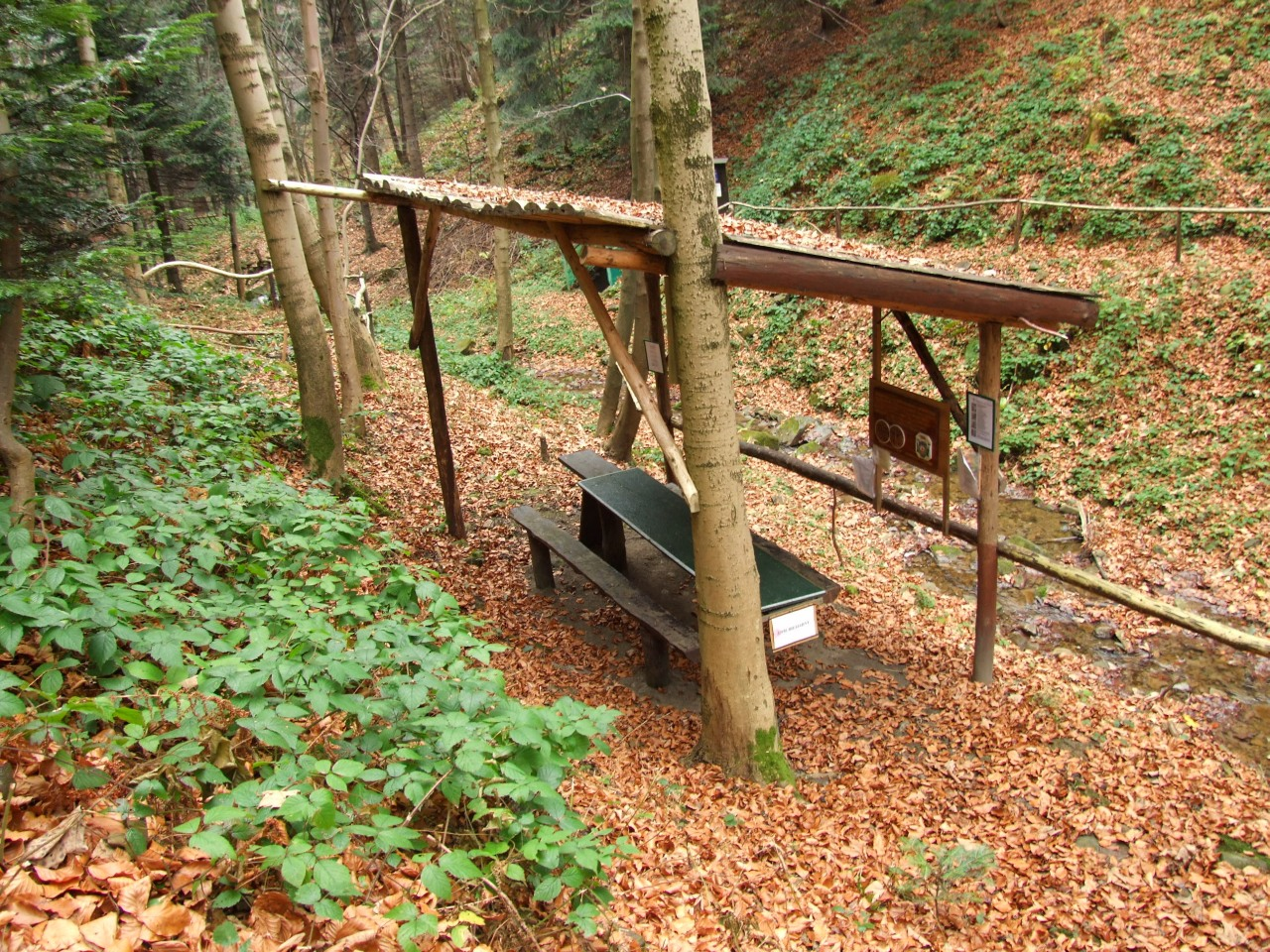
Wiata przy źródle wody mineralnej „Zuber”
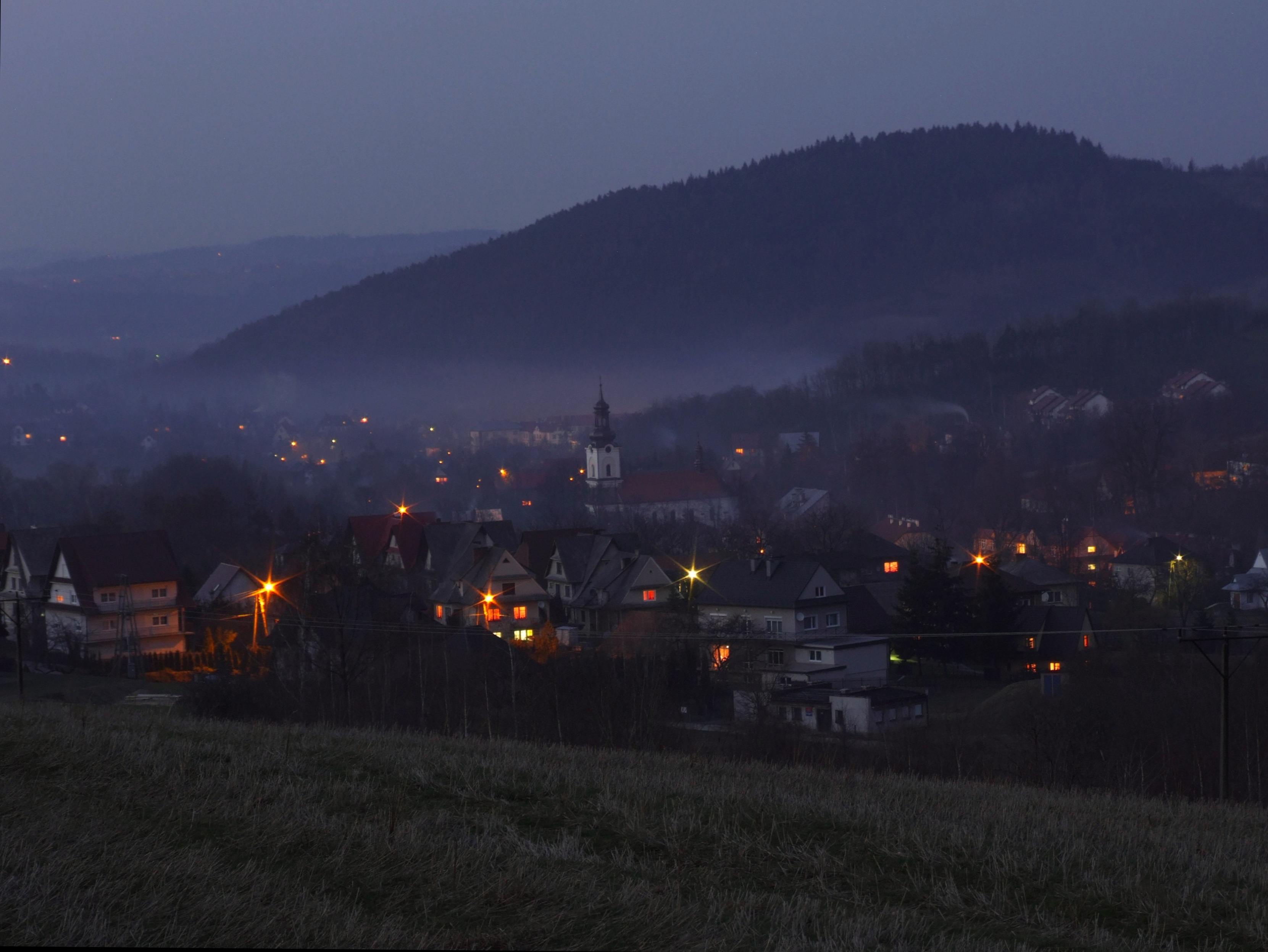
Żegocina nocą
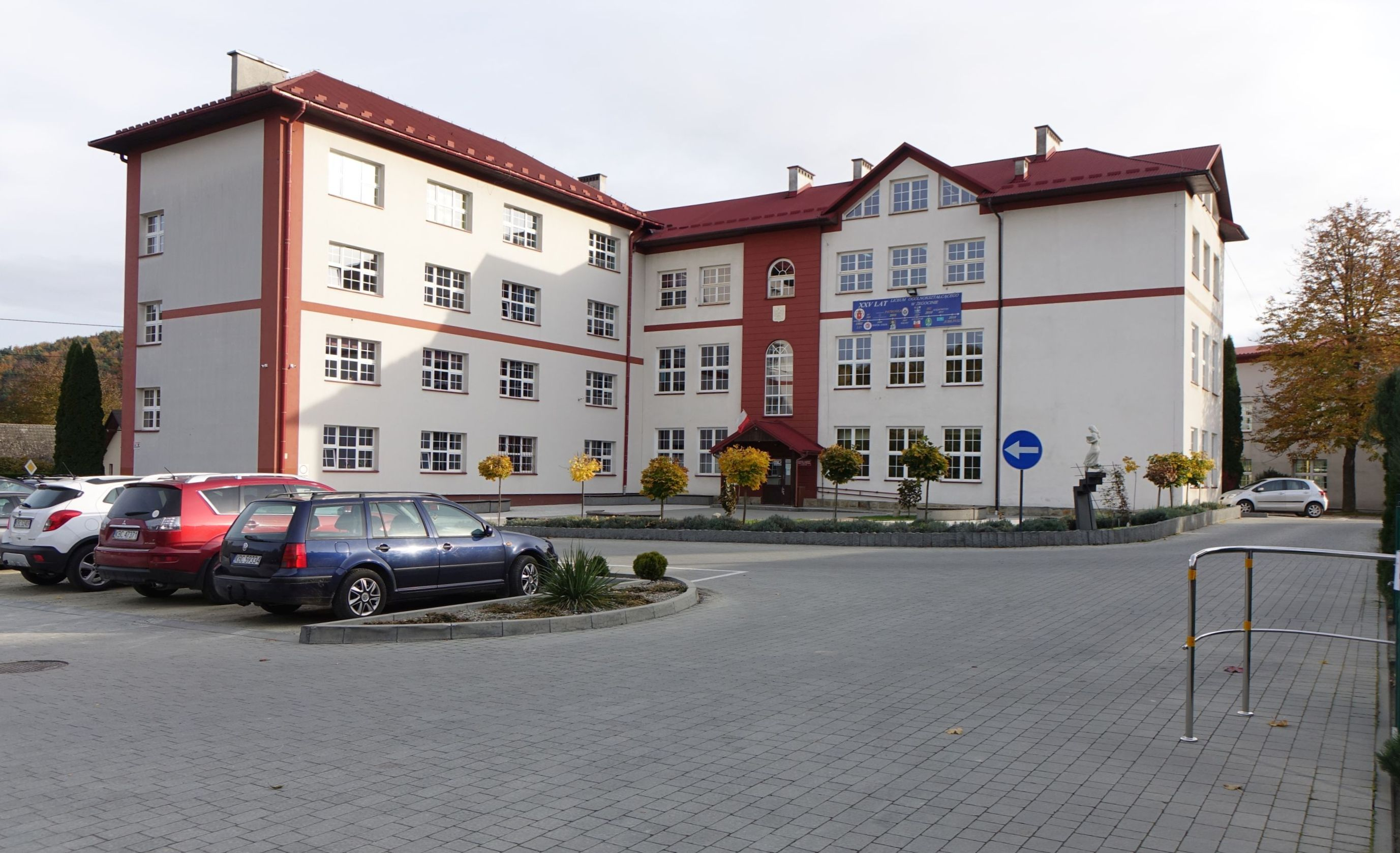
Szkoła
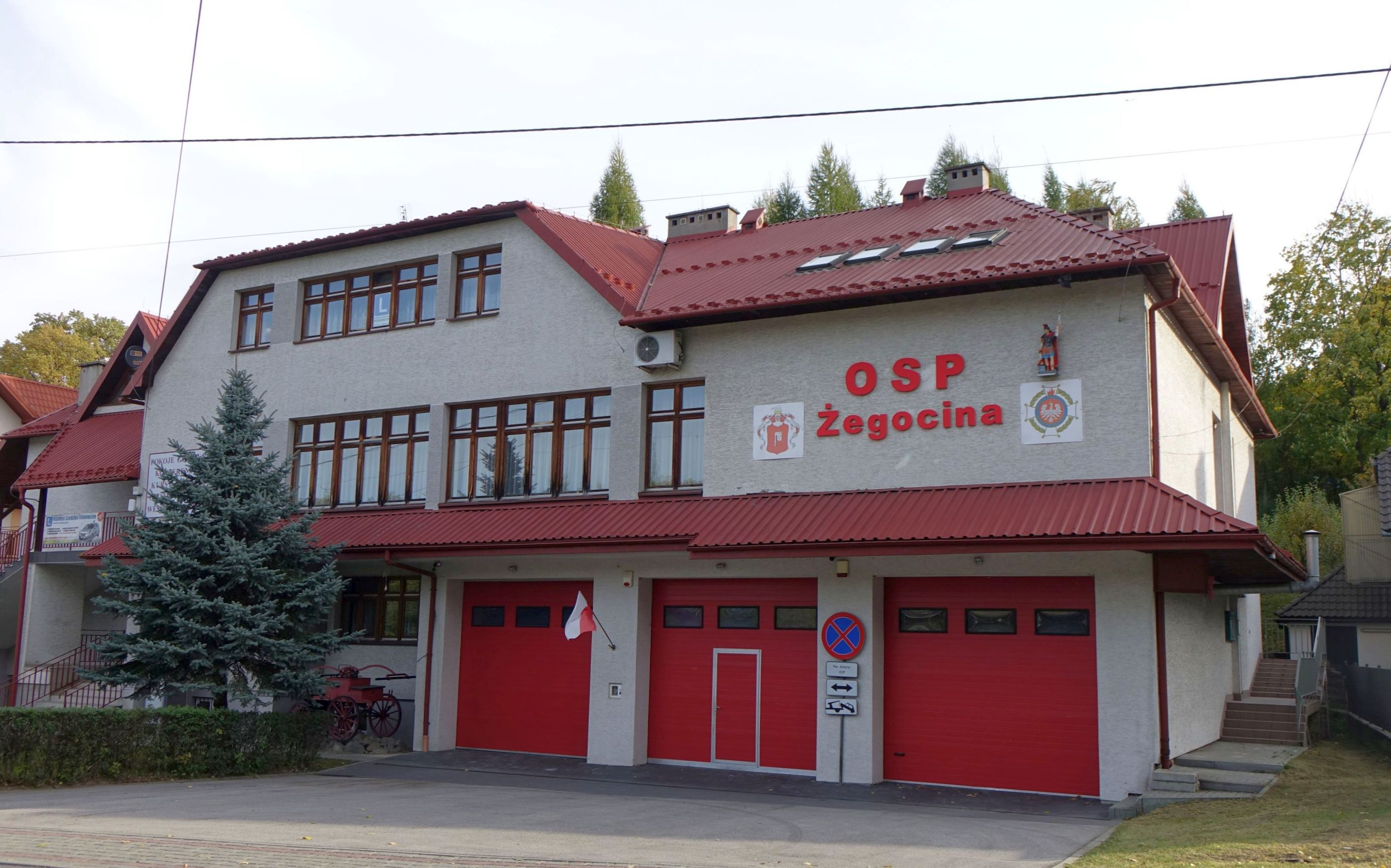
Remiza OSP
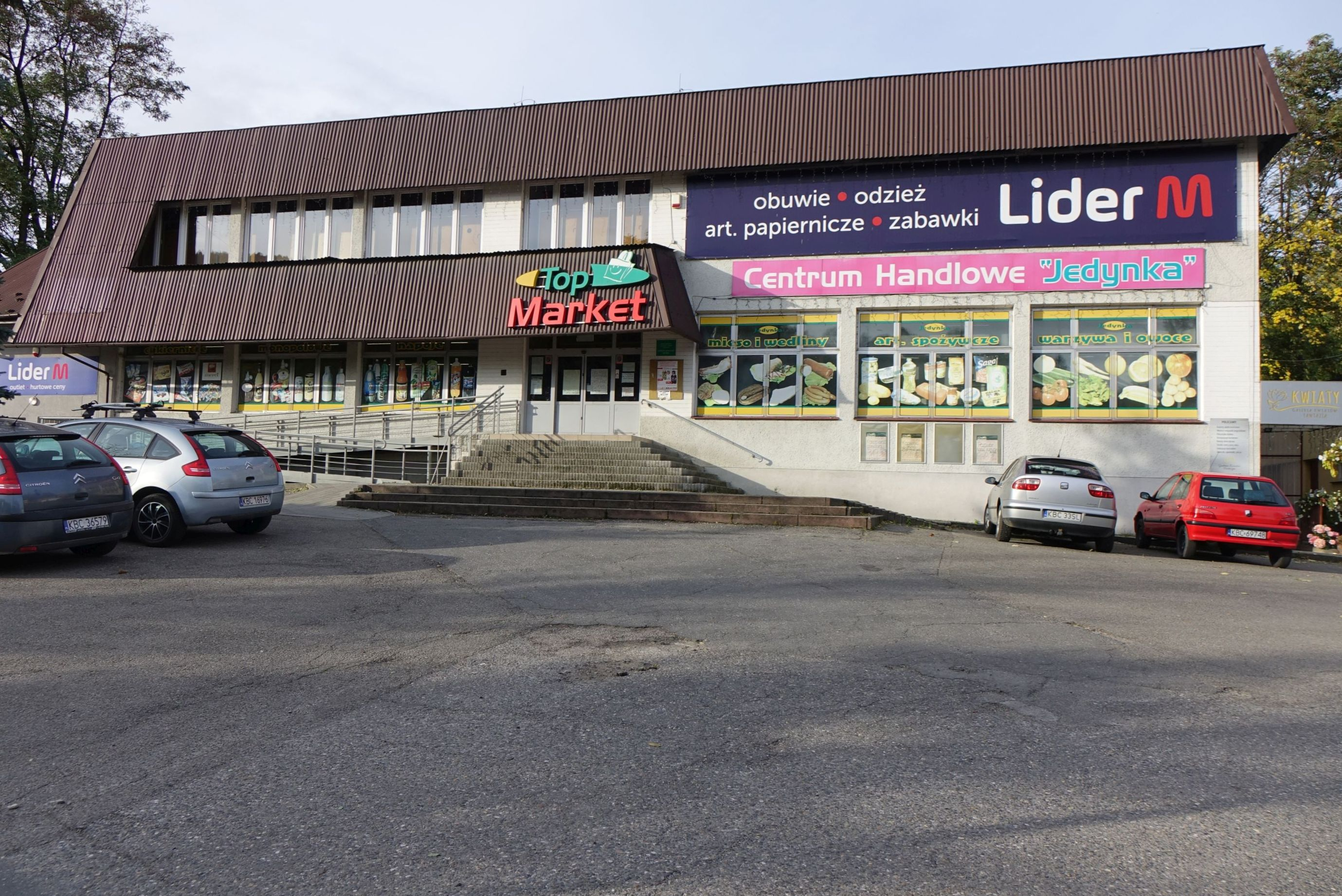
Dom handlowy
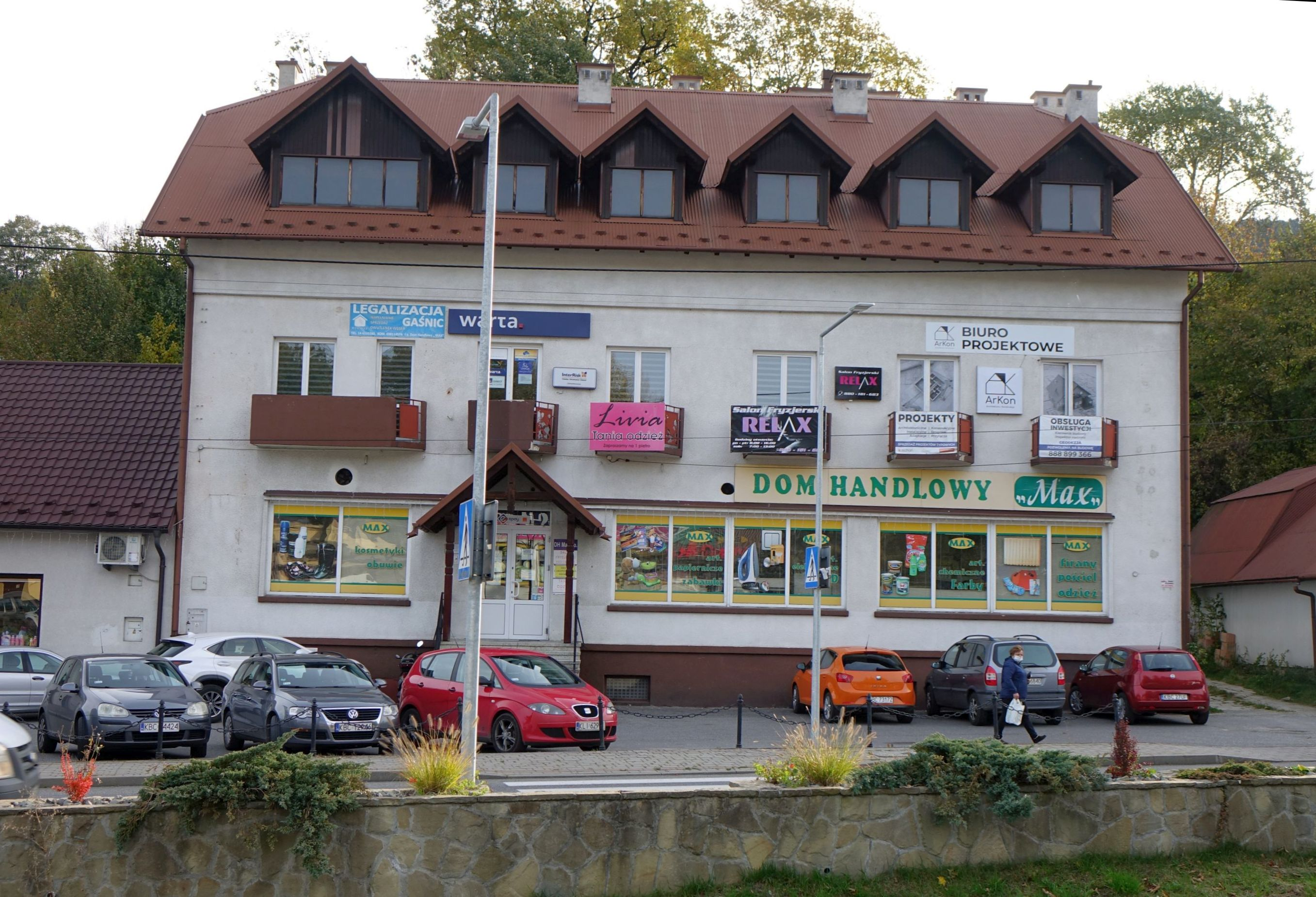
Centrum
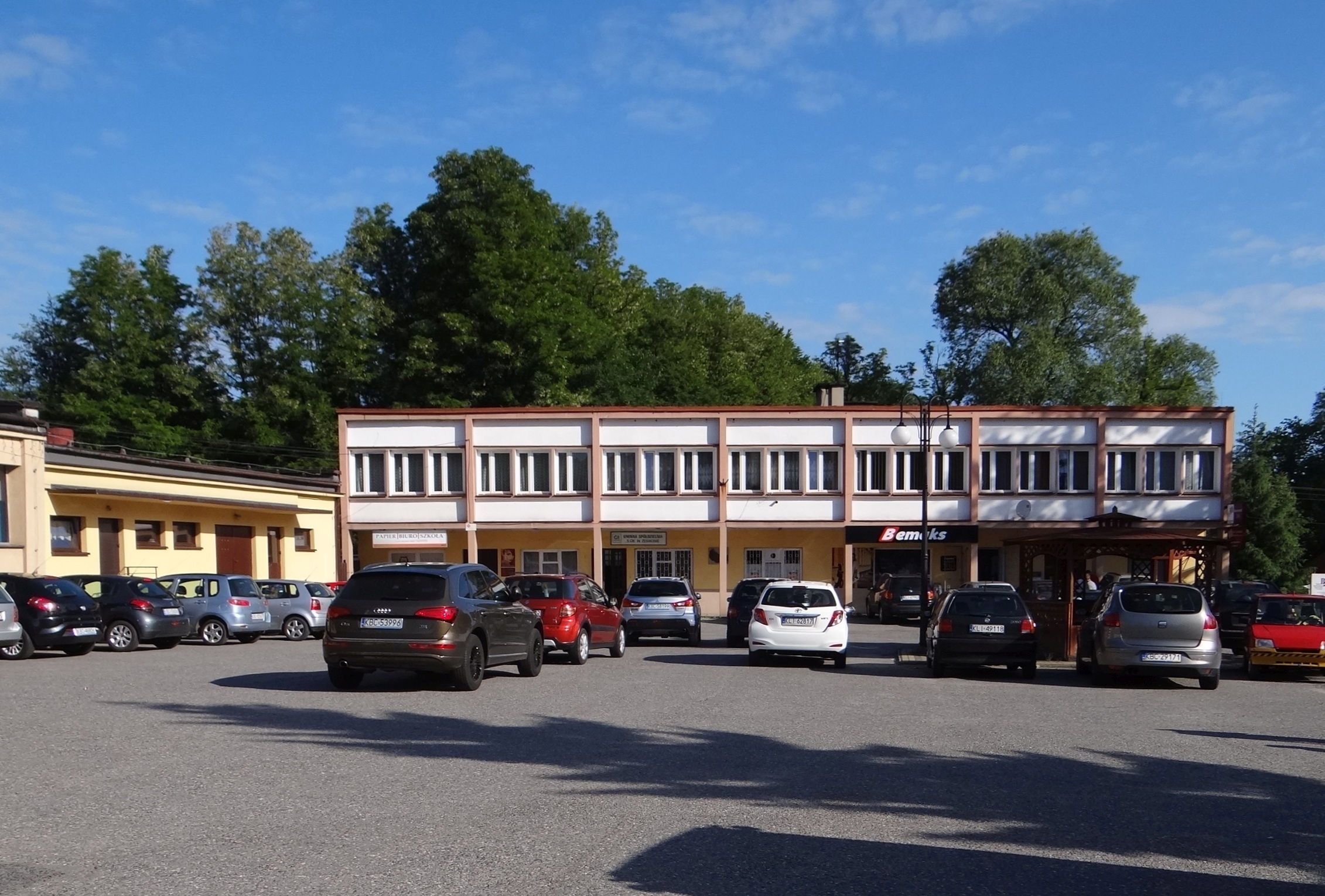
Rynek
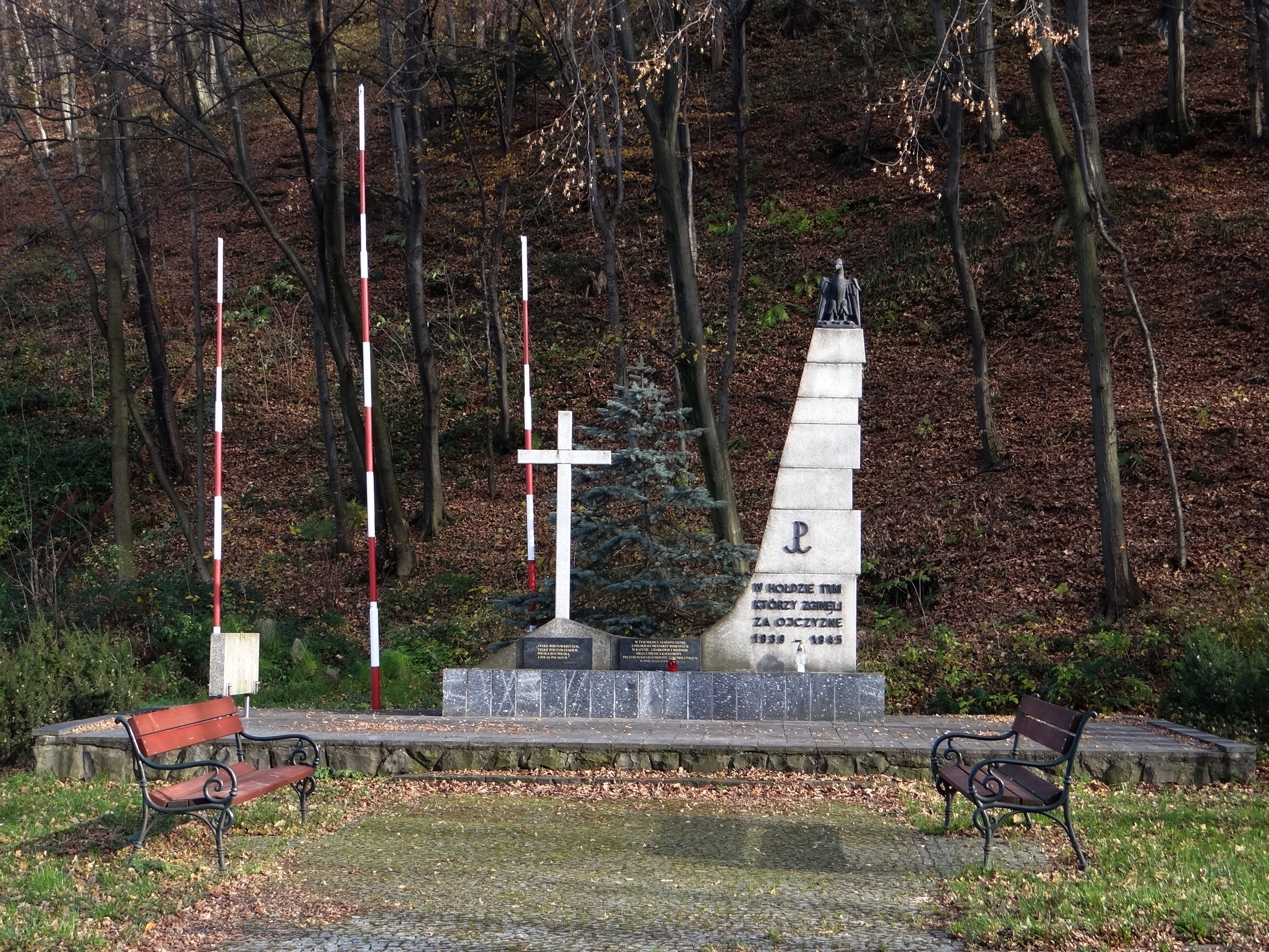
Pomnik
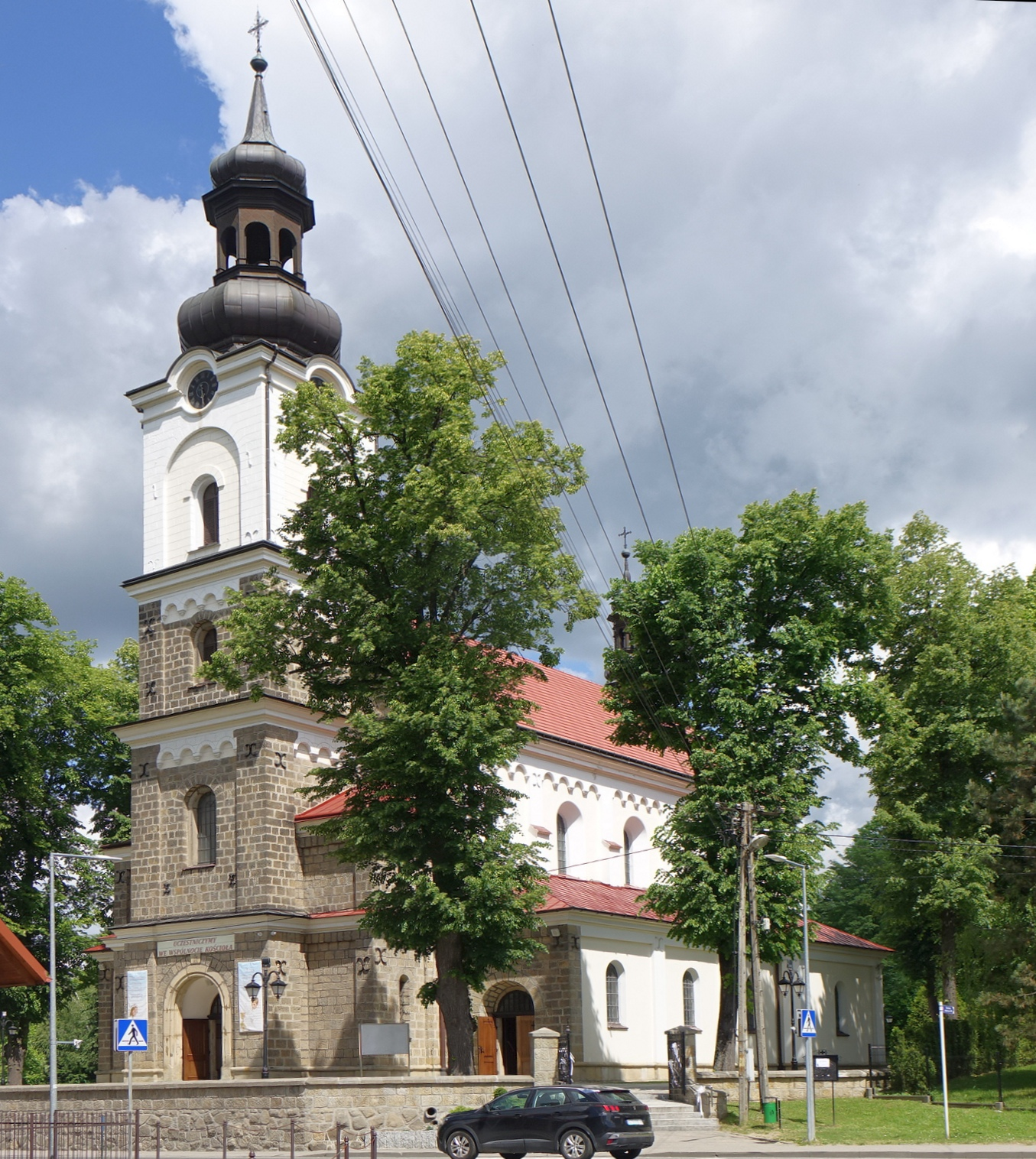
Kościół
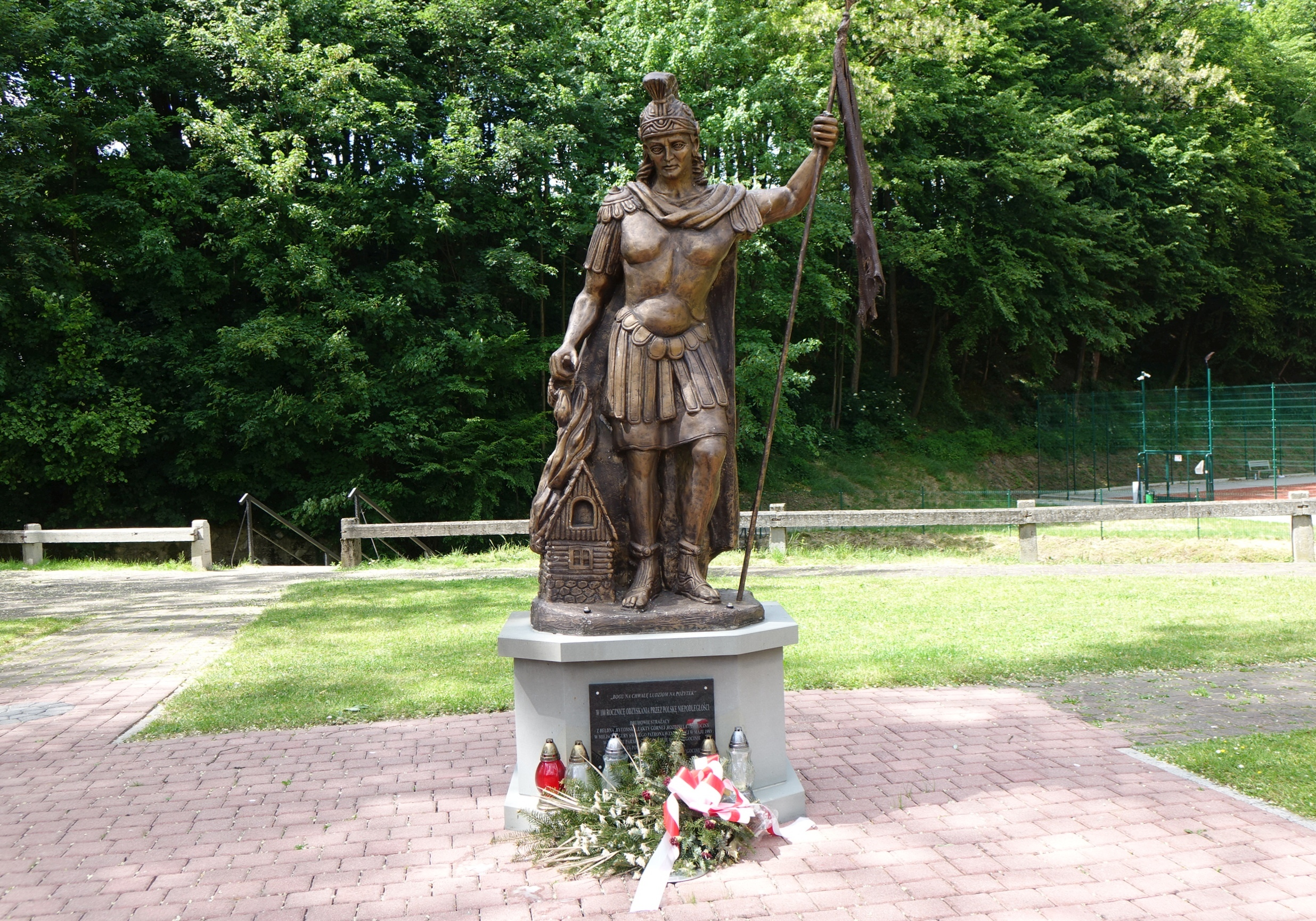
Pomnik

## Zabytki
Obiekty wpisane do rejestru zabytków nieruchomych województwa małopolskiego.
- Kościół parafialny pw. św. Mikołaja Biskupa z 1895 r.,
- cmentarz wojenny nr 301 z I wojny światowej,
- cmentarz wojenny nr 302 z I wojny światowej.

## Czasy najnowsze
W 1996 r. Żegocina przyjęła do realizacji dokument programowy „Strategia rozwoju Żegociny”, który określa rozwój agroturystyki, uprawy owoców miękkich i rzemiosła jako główne kierunki rozwoju gminy. W tym samym roku zostało utworzone przez mieszkańców „Stowarzyszenie Rozwoju Gminy i Wspierania Przedsiębiorczości”, które w krótkim czasie utworzyło „Ośrodek Wspierania Przedsiębiorczości”, a także „Fundusz Pożyczek Wzajemnych”.
Żegocina nawiązała współpracę z węgierską gminą Jásaroksállász, z którą 6 lipca 1997 r. zostało zawarte porozumienie o współpracy. Efektem tej współpracy jest wymiana grup młodzieżowych.
9 lipca 1997 r. nawiedziła gminę i okolice katastrofalna powódź, która dokonała olbrzymich zniszczeń w wielu gospodarstwach oraz infrastrukturze technicznej: drogach, mostach, ujęciach wody, oczyszczalni ścieków. Mieszkańcy szybko odbudowali zniszczone obiekty, także dzięki pomocy wielu instytucji i organizacji.
W tym samym roku, w ogólnopolskim konkursie „Gmina jakich mało”, zorganizowanym przez Fundację Rozwoju Demokracji Lokalnej, Żegocina zdobyła za realizację programu powszechnej edukacji jedną z trzech równorzędnych nagród głównych.
W 1999 r. oddawano do użytku nowy ośrodek zdrowia. Zakończyła się też realizacja projektu „Podgórski Obszar Agroturystyczny – U Żegoty” współfinansowanego przez Unię Europejską, gminę i prywatnych inwestorów, w ramach którego zakończono budowę tzw. Domu Kultury w Żegocinie, zmodernizowano kilka gospodarstw agroturystycznych oraz restaurację „Pod Patrią”, przemianowaną na „Karczmę u Żegoty”.
Zrealizowano finansowany z zewnętrznych źródeł program „Centra” – modernizacja centrum wsi oraz budowa parku w Żegocinie. Rozbudowano budynek szkolny. W 2004 r. dzięki środkom uzyskanym przez gminę z Programu Unii Europejskiej SAPARD zmodernizowano sieci wodociągowej i rozbudowano sieć kanalizacyjną.